# 오즈의 마법사: 돌아온 도로시
《오즈의 마법사: 돌아온 도로시》(영어: Legends of Oz: Dorothy's Return)는 2013년에 공개된 미합중국의 뮤지컬 애니메이션 영화이다.